# Rodney Williams
Sir Rodney Errey Lawrence Williams (n. 2 noiembrie 1947, Swetes⁠(d), Parohia Saint Paul, Antigua și Barbuda) este actualul și cel de-al patrulea guvernator general al Antigua și Barbuda.

## Viața timpurie
Rodney este fiul lui Ernest Emmanuel Williams, fostul reprezentant parlamentar al Partidul Muncii din Antigua (PMA) pentru circumscripția St. Paul și al Irene B. Williams, educatoare profesionistă în Antigua și Barbuda.
Williams a urmat Școala Primară Antigua din St. John's, apoi a studiat medicina la Universitatea din West Mona Campus.
Este de profesie medic. A obținut diploma MBBS în Medicină și Chirurgie la Universitatea din Indiile de Vest în 1976. Din 1978, după ce și-a terminat stagiul la Spitalul Queen Elizabeth din Barbados, a făcut practica medicală privată în Antigua și Barbuda.
Rodney a intrat în politică în 1984 ca membru al Parlamentului pentru circumscripția St. Paul, care fusese reprezentată anterior de tatăl său. Între 1992 și 2004, a lucrat în cabinet ca ministru, deținând portofoliile educației, culturii, tehnologiei, dezvoltării economice, turismului și mediului. El a reprezentat circumscripția St. Paul până în 2004, când și-a pierdut locul în alegerile generale din 2004, când Partidul Muncii din Antigua a pierdut în fața Partidului Progresist Unit.

## Guvernator General
Rodney a depus jurământul în funcție la 14 august 2014 ca al patrulea guvernator-general al Antigua și Barbuda.